# Right Now (canção de Atomic Kitten)
"Right Now" é uma canção do girl group britânico Atomic Kitten, lançado como primeiro single do seu álbum de estréia de mesmo nome (2000). A versão de Kerry Katona aparece na versão original do álbum Right Now, embora a versão de Jenny Frost apareça no relançamento. O álbum de 2004 The Greatest Hits, apresentou uma nova versão re-gravada intitulada "Right Now 2004", que provou ser um grande sucesso nos gráficos internacionais.
A música foi escrita pelo fundador do Atomic Kitten, Andy McCluskey e Stuart Kershaw, ambos integrantes da banda Orchestral Manoeuvres in the Dark (OMD).
"Right Now 2004" encontra-se  como trilha sonora do filme americano Aquamarine.

## Videoclipe
Existem dois videoclipes diferentes para acompanhar a música: um para o lançamento original de 1999, que se inicia com os trabalhadores que montam a pista de dança em mosaico dentro de um estúdio. Mostra todas as integrantes andando por Liverpool usando jaquetas molhadas e brilhantes, em uma padaria, em um elevador em uma loja de departamentos, entrando em um carro e em um ônibus aberto de dois andares. Este vídeo inclui as cenas de Natasha, Liz e Kerry em 3 túneis por vez (vermelho e azul). Durante o primeiro refrão, as cantoras e os dançarinos dançam na pista de dança de azulejos multicoloridos com furos nos túneis, com alto-falantes de rádio ao lado e uma rampa verde.
O vídeo que acompanha o relançamento de 2004 mostra Natasha, Liz e Jenny ensaiando e realizando um concerto, intercalado com cenas dos bastidores e coletivas de imprensa, feriados e aparições na televisão.

## Faixas
UK CD1
1. "Right Now" (edição de rádio) – 3:28
2. "Right Now" (Solomon Pop Mix) – 5:50
3. "Right Now" (K-Klass Phazerphunk Radio Edit) – 3:32
4. "Right Now" (Video) – 3:37

UK CD2
1. "Right Now" (edição de rádio) – 3:28
2. "Something Spooky" (Tema para a BBC Belfry Witches) – 2:40
3. "Right Now" (demo original) – 3:36

UK Cassette
1. "Right Now" (edição de rádio)
2. "Something Spooky" (Tema para a BBC "Belfry Witches")
3. Exclusive interview

Australian CD Single (lançado em 2001)
1. "Right Now" (Versão do álbum 2001)
2. "Eternal Flame"
3. "Right Now" (K-Klass Phazerfunk Club Mix)
4. "Eternal Flame" (Blacksmith RnB Dub)
5. "Eternal Flame" (Video)

### Versões oficiais
- "Right Now" (edição de rádio) – 3:30
- "Right Now (versão do álbum) – 3:38
- "Right Now (versão do álbum de 2001) – 3:38
- "Right Now (versão do single de 2004) – 3:46
- "Right Now (demo original) – 3:36
- "Right Now (Katapella Vocal Mix) – 3:06
- "Right Now (K-Klass Phazerphunk Radio Edit) – 3:32
- "Right Now" (K-Klass Phazerphunk Club Mix) – 7:21
- "Right Now" (Solomon Pop Mix) – 5:53
- "Right Now" (Solomon Loco Mix) – 5:39
- "Right Now" (Dance☆Man Remix com the Bandman) (Radio Edit) – 3:53
- "Right Now" (Dance☆Man Remix com the Bandman) (Master Mix) – 4:11
- "Right Now" (Dance☆Man Remix com the Bandman) (Long Version) – 6:09
- "Right Now" (M*A*S*H Radio Mix) – 3:39
- "Right Now" (M*A*S*H Anthem Mix) – 7:23
- "Right Now" (2004 Love to Infinity Radio Edit) – 3:43
- "Right Now" (2004 Love to Infinity Deep Club Mix) – 7:41
- "Right Now" (2004 Love to Infinity Aphrodisiac Mix) – 7:45

## Performance comercial
O single foi lançado em novembro de 1999. "Right Now" permaneceu nas paradas britânicas por 11 semanas e posteriormente vendeu 122.539 cópias, tornando-se sua sexta melhor venda no Reino Unido.
Na Bélgica, a música foi um sucesso, alcançando o top 20 e atingindo a posição 17. Ele assegurou um lugar nas paradas durante 8 semanas.
Na Oceania, a música não foi tão bem sucedida, atingindo o número 40 anos na Nova Zelândia e 46 na Austrália.

## Paradas
| Chart (1999)                      | Maior posição |
| --------------------------------- | ------------- |
| Austrália (ARIA)                  | 46            |
| Bélgica (Ultratop 50 de Flandres) | 17            |
| Nova Zelândia (Recorded Music NZ) | 40            |
| Reino Unido (UK Singles Chart)    | 10            |